# Petite-Rosselle
Petite-Rosselle (Kleinrosseln in tedesco) è un comune francese di 6 713 abitanti situato nel dipartimento della Mosella nella regione del Grand Est. Confina con la Germania con il comune di Großrosseln (appartenente al land tedesco della Saarland), insieme al quale forma sostanzialmente un'unica conurbazione.

## Società

### Evoluzione demografica
Abitanti censiti